# Aconitum brachypodum
Aconitum brachypodum är en ranunkelväxtart som beskrevs av Friedrich Ludwig Diels. Aconitum brachypodum ingår i släktet stormhattar, och familjen ranunkelväxter. Utöver nominatformen finns också underarten A. b. laxiflorum.